# Monte Etna (olio di oliva)
Monte Etna (DOP) è un olio di oliva a Denominazione di origine protetta.

## Varietà
"Nocellara Etnea", in misura non inferiore al 65%. Possono concorrere fino al 35% le varietà «Moresca», «Tonda Iblea»,  «Ogliarola Messinese», «Biancolilla»,  «Brandofino»  «Olivo di Castiglione».

## Zona di produzione
- Citta' metropolitana  di Catania: Adrano, Belpasso, Biancavilla, Bronte, Camporotondo Etneo, Castiglione di Sicilia, Maletto, Maniace, Motta Santa Anastasia, Paternò, Ragalna, Randazzo, Santa Maria di Licodia, San Pietro Clarenza.
- Libero consorzio comunale di Enna: Centuripe.
- Citta' metropolitana di Messina: Malvagna, Mojo Alcantara, Roccella Valdemone, Santa Domenica Vittoria.